# Alberto Alemán Zubieta
Alberto Alemán Zubieta (* 1951 in Panama-Stadt) ist ein aus Panama stammender Ingenieur. Er war von 1996 bis 2012 – zunächst als Verwalter der Panama Canal Commission und ab 1999 als Vorstandsvorsitzender der Panamakanal-Behörde – für die Verwaltung des Panamakanals verantwortlich.

## Ausbildung und beruflicher Werdegang
Alemán absolvierte das Studium der Ingenieurwissenschaften an der Texas A&M University und arbeitete anschließend als Ingenieur und später Geschäftsführer eines der größten Ingenieurbüros in Panama.

### Berufliches Wirken im Zusammenhang mit dem Panamakanal
1995 wurde seine Firma mit der Überprüfung der vom U.S. Army Corps of Engineers entworfenen Pläne zur Sanierung des Panamakanals beauftragt. Nachdem diese Aufgabe erfolgreich abgeschlossen war, übernahm Zubieta auf Bitten des damaligen Staatspräsidenten Panamas Ernesto Pérez Balladares den Posten des Leiters der Panama Canal Commission. Um den Übergang der Verwaltung des Kanals möglichst reibungslos zu gestalten, wurde er schon 1998 zum Geschäftsführer der Panamakanal-Behörde bestimmt, die zum 31. Dezember 1999 die Verwaltung des Kanals übernahm. Nachdem sich 2007 die Bevölkerung von Panama in einem Referendum mit großer Mehrheit dafür ausgesprochen hatte, begann unter der Leitung Alemáns mit dem Ausbau des Kanals das größte Projekt in der Geschichte der Wasserstraße. Am 4. September 2012 wurde er von Jorge L. Quijano als Vorstandsvorsitzender der Panama Canal Authority abgelöst.

### Weiteres Engagement
Nach seiner Ruhesetzung gründete Alemán zusammen mit José Barrios, dem ehemaligen stellvertretenden Vorstandsvorsitzenden und Chief Financial Officer der Panamakanal-Behörde, eine Beratungsfirma. Zudem wurde er mehrfach als Kandidat für die Präsidentschaftswahl in Panama 2014 ins Gespräch gebracht, lehnte eine Kandidatur bislang jedoch ab.

## Sonstiges
Zubieta ist mit Ana Matilde verheiratet und Vater von drei Kindern. Er lebt mit seiner Familie in Panama.

## Auszeichnungen (Auswahl)
- Ehrenmitglied der American Society of Civil Engineers (1997)
- Rio-Branco-Orden (Ordem de Rio Branco), brasilianischer Verdienstorden (2003)
- Mitglied der Ehrenlegion (2006), Offizier (2012)
- International Maritime Prize (2008)
- Ehrendoktorwürde der World Maritime University (2012)